# Leviatano (Hobbes)
Il Leviatano, o la materia, la forma e il potere di uno stato ecclesiastico e civile (Leviathan or The Matter, Forme and Power of a Common Wealth Ecclesiastical and Civil generalmente abbreviato in Leviathan) è probabilmente il libro più conosciuto di Thomas Hobbes, pubblicato nel 1651 in inglese e nel 1668 in un'edizione riveduta in latino. Il titolo è ripreso dalla figura biblica del Leviatano.
Il libro tratta il problema della legittimità e della forma dello Stato, rappresentato sulla copertina della prima edizione del testo come un gigante costituito da tanti singoli individui; il gigante regge in una mano una spada, simbolo del potere temporale, e nell'altra il pastorale, simbolo del potere religioso, a indicare che, secondo Hobbes, i due poteri non vanno separati.

## Struttura del libro
Il libro è diviso in quattro parti:
- L'uomo: Hobbes espone i principi filosofici e antropologici che portano alla sua teoria politica.
- Lo Stato: Hobbes analizza i modi in cui uno Stato deve essere costituito.
- Uno Stato cristiano: Hobbes descrive "la natura e i diritti di uno Stato cristiano, che dipendono in larga parte dalle rivelazioni sovrannaturali della Volontà di Dio"[2]
- Il regno delle tenebre: Hobbes descrive il regno delle tenebre come "una confederazione di ingannatori che, per ottenere il dominio sugli uomini nel tempo presente, si sforzano, con dottrine oscure ed erronee, di estinguere la luce sia della natura che del vangelo e di renderli così impreparati per il regno di Dio a venire"[3]. In questa quarta parte l'obiettivo polemico di Hobbes sono la Chiesa Cattolica e le sette puritane allora al potere in Inghilterra.

## Fisica e antropologia

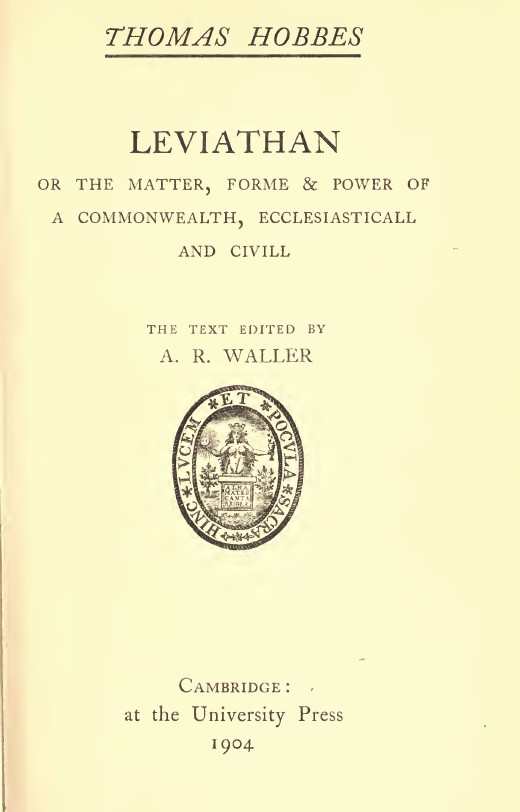
Un'edizione recente

Hobbes parte da una concezione meccanicistica della realtà e, anche se non detto esplicitamente, deterministica: noi possiamo conoscere unicamente corpi fisici, le cui variazioni sono determinate da movimenti. Hobbes non afferma l'esistenza di un'anima, che differenzi l'uomo dagli animali, anzi, riconduce qualunque tipo di pensiero e passione a movimenti interni al corpo, prodotti da movimenti esterni. L'unica differenza che distingue l'uomo dagli altri animali, è la capacità di congetturare eventi futuri sulla base di esperienze passate: si tratta tuttavia di una conoscenza non assoluta, ma condizionata, e dunque sempre probabile e passibile di errore.
Per quanto riguarda la conoscenza, Hobbes adotta un punto di vista empirista (tanto che può essere considerato come uno degli iniziatori di questa corrente), corretto da alcune dosi di razionalismo: non esistono idee innate o verità assolute, possiamo conoscere unicamente ciò di cui abbiamo esperienza; tuttavia, i ragionamenti che possiamo fare sui dati ricavati dall'esperienza seguono unicamente regole formali, allo stesso modo delle deduzioni geometriche.
Inoltre, Hobbes si schiera dalla parte di un radicale nominalismo, sia logico che etico: le parole sono assegnate arbitrariamente dagli uomini, e i concetti astratti non hanno esistenza al di fuori del suono delle parole; inoltre, concetti come "bene", "male", "giusto" e "ingiusto" non hanno un'esistenza assoluta al di fuori delle convenzioni umane.
Gli uomini, mossi come tutte le creature viventi, dalla necessità della sopravvivenza, cercano instancabilmente di soddisfare tale desiderio; la diversità delle opinioni e delle passioni genera i diversi modi in cui ognuno cerca di soddisfare tale desiderio. Stante poi, che il mondo è movimento incessante e non potrà mai esistere (se non nell'aldilà) una soddisfazione piena. Gli uomini sono dunque condannati a desiderare instancabilmente, a cercare di procurarsi i mezzi per soddisfare i propri desideri e ad entrare in conflitto gli uni contro gli altri.

## La nascita dello Stato
(Thomas Hobbes, Leviathan, The Second Part: "Of Commonwealth", Chapter 17:" Of the Causes, Generation, and Definition of a Commonwealth")
Per liberarsi dalla condizione primitiva in cui tutti competono con tutti (bellum omnium contra omnes) e la vita di ogni uomo è "solitary, poor, nasty, brutish, and short" (solitaria, povera, pericolosa, brutale, e breve), ossia lo stato di natura, la moltitudine deve costituire una società efficiente, che garantisca la sicurezza degli individui, condizione primaria per il perseguimento dei desiderî. A questo scopo tutti gli individui rinunciano ai propri diritti naturali - eccetto uno, quello alla vita - stringendo tra loro un patto con cui li trasferiscono a una singola persona, che può essere o un monarca, oppure a un'assemblea di uomini, che si assume il compito di garantire la pace entro la società.
Per questo Hobbes è spesso considerato un teorico del giusnaturalismo, dove il diritto naturale precede e fonda quello civile. Tuttavia tale visione è dibattuta: difatti, solitamente, il giusnaturalismo tende a stabilire dei diritti naturali che facciano da limite al potere statale; da parte sua, invece, Hobbes utilizza le leggi naturali per dimostrare che il potere statale, per poter funzionare efficacemente, dev'essere illimitato, privo di vincoli, e indiviso; in questo modo si pone agli antipodi di pensatori classici del giusnaturalismo, come ad esempio John Locke, approdando così al Positivismo giuridico.
I diritti naturali che ognuno abbandona per poter vivere in pace nella società non sono altro che la libertà assoluta di fare tutto secondo la propria volontà e di utilizzare qualsiasi risorsa per il proprio vantaggio. L'uomo per natura ha diritto di usare tutte le risorse naturali (terreno, acqua, frutti, bestiame etc.), anche a spese altrui: Homo homini lupus. Con l'istituzione della società si rinuncia a questo diritto e la propria libertà assoluta viene sospesa. I limiti della propria libertà sono ora formati dalla libertà degli altri: tuttavia, poiché secondo Hobbes non si può avere garanzia che questo principio venga rispettato da tutti, è necessario un potere coercitivo che lo mantenga, il potere statale.
Solo il sovrano quindi mantiene effettivamente tutti i diritti naturali nei confronti dei sudditi, ed è il sovrano, tramite le leggi, a poter stabilire ciò che è giusto e ciò che è ingiusto, mentre per i sudditi giusto significa obbedienza alle leggi del sovrano, e ingiusto la disobbedienza. Inoltre, una volta che i diritti di tutti gli individui sono stati trasferiti al sovrano, tale trasferimento è irreversibile se non per volontà del sovrano stesso.
È interessante tuttavia notare che il suddito rimane completamente libero in tutti quegli ambiti che non sono coperti dalla legislazione del sovrano, fintantoché rimangono tali. Ad esempio, se il sovrano non regolasse le transazioni economiche, queste sarebbero del tutto libere. Per questa tesi, Hobbes è stato considerato, nonostante affermi esplicitamente di sostenere uno Stato assoluto, come uno dei precursori del liberalismo moderno.
Hobbes nega decisamente la possibilità dell'insurrezione. Definisce legittima la resistenza del suddito al sovrano nell'unico caso in cui questi minacci l'incolumità fisica del suddito; tuttavia, nel momento in cui il suddito resiste al sovrano, anche legittimamente, il sovrano ha ancora il diritto di combattere contro il suddito che gli resiste, e di ucciderlo: difatti la resistenza del suddito al sovrano non è altro che una riproposizione dello stato di natura, all'interno del quale tutti hanno diritto a tutto, e la vittoria è del più forte.
Da notare inoltre che Hobbes assegna al sovrano la possibilità di stabilire cosa sia omicidio, furto o minaccia alla sicurezza: per questo il sovrano può legittimamente ordinare ai sudditi di uccidere un altro suddito, o di andare in guerra, nel momento in cui lo ritenga necessario alla sicurezza dello Stato.
Per quanto riguarda la forma dello Stato, Hobbes afferma che il sovrano può essere un individuo solo (un monarca) o un'assemblea. Tuttavia, esprime chiaramente la sua preferenza per la monarchia, in quanto un'assemblea può più facilmente dividersi in fazioni e giungere alla guerra civile. La guerra civile, in cui una parte dello Stato avoca a sé il potere del sovrano, è definita da Hobbes come una ricaduta nello stato di natura, e dunque nel peggiore dei mali. Se Hobbes afferma che il suo Stato assoluto può degenerare in una tirannide, tuttavia ripete a più riprese che questa situazione sarà sempre migliore e più sopportabile della guerra civile.
Hobbes inoltre si pronuncia decisamente contro la separazione dei poteri. Argomenta che se i poteri separati dello stato agiscono di concerto e d'accordo, allora non c'è ragione di tenerli separati; se invece agiscono in disaccordo, allora questo già è il primo passo verso la guerra civile e la distruzione dello Stato.

## Stato e Chiesa
Un altro punto interessante è la sua critica alla Chiesa. Hobbes considerava il ruolo della chiesa molto negativo, giacché si costituiva come uno stato all'interno dello stato e formava un rischio per il potere del sovrano. Tutto il potere che esisteva nello stato hobbesiano doveva discendere dal sovrano, in ogni altro caso il rischio di una guerra civile sarebbe stato troppo grande. Oltre a ciò, Hobbes chiaramente rifiutava la tesi che il potere del re sarebbe dovuto venire da Dio: il potere del monarca veniva dal contratto. Era necessaria una fusione completa tra Stato e Chiesa, dove il sovrano sarebbe stato al contempo capo della Chiesa e unico interprete autorizzato della parola divina.
Queste ultime tesi risentono evidentemente dell'epoca in cui il libro venne scritto, epoca in cui l'Europa fu funestata dalle guerre di religione che seguirono alla riforma protestante, e in cui era estremamente acceso il dibattito sui rapporti tra lo Stato e le confessioni religiose.
Per queste posizioni, per il meccanicismo di base, e per un velato agnosticismo, presente soprattutto nei primi capitoli del volume, Hobbes fu accusato violentemente soprattutto dagli ambienti religiosi, venendo definito ateo e immorale. Anche per queste polemiche, il Leviatano ha avuto una fama particolarmente negativa sino al XX secolo.